# تشيرنا ناد تيسو
تشيرنا ناد تيسو (بالإنجليزية: Čierna nad Tisou)‏ هي بلدة و municipality of Slovakia تقع في سلوفاكيا في Trebišov District.[بحاجة لمصدر] يقدر عدد سكانها بـ 4,299 نسمة .